# Amt Gerstungen
Das Amt Gerstungen war eine Gerichts- und Verwaltungseinheit des geistlichen Fürstentums Fulda und später eine territoriale Verwaltungseinheit des Herzogtums Sachsen-Eisenach. Ab 1741 gehörte es zum Herzogtum Sachsen-Weimar-Eisenach, welches 1815 zum Großherzogtum Sachsen-Weimar-Eisenach wurde.
Bis zur Verwaltungs- und Gebietsreform des Großherzogtums Sachsen-Weimar-Eisenach im Jahr 1850 und der damit verbundenen Auflösung bildete es als Amt den räumlichen Bezugspunkt für die Einforderung landesherrlicher Abgaben und Frondienste, für Polizei, Rechtsprechung und Heeresfolge.

## Geographische Lage

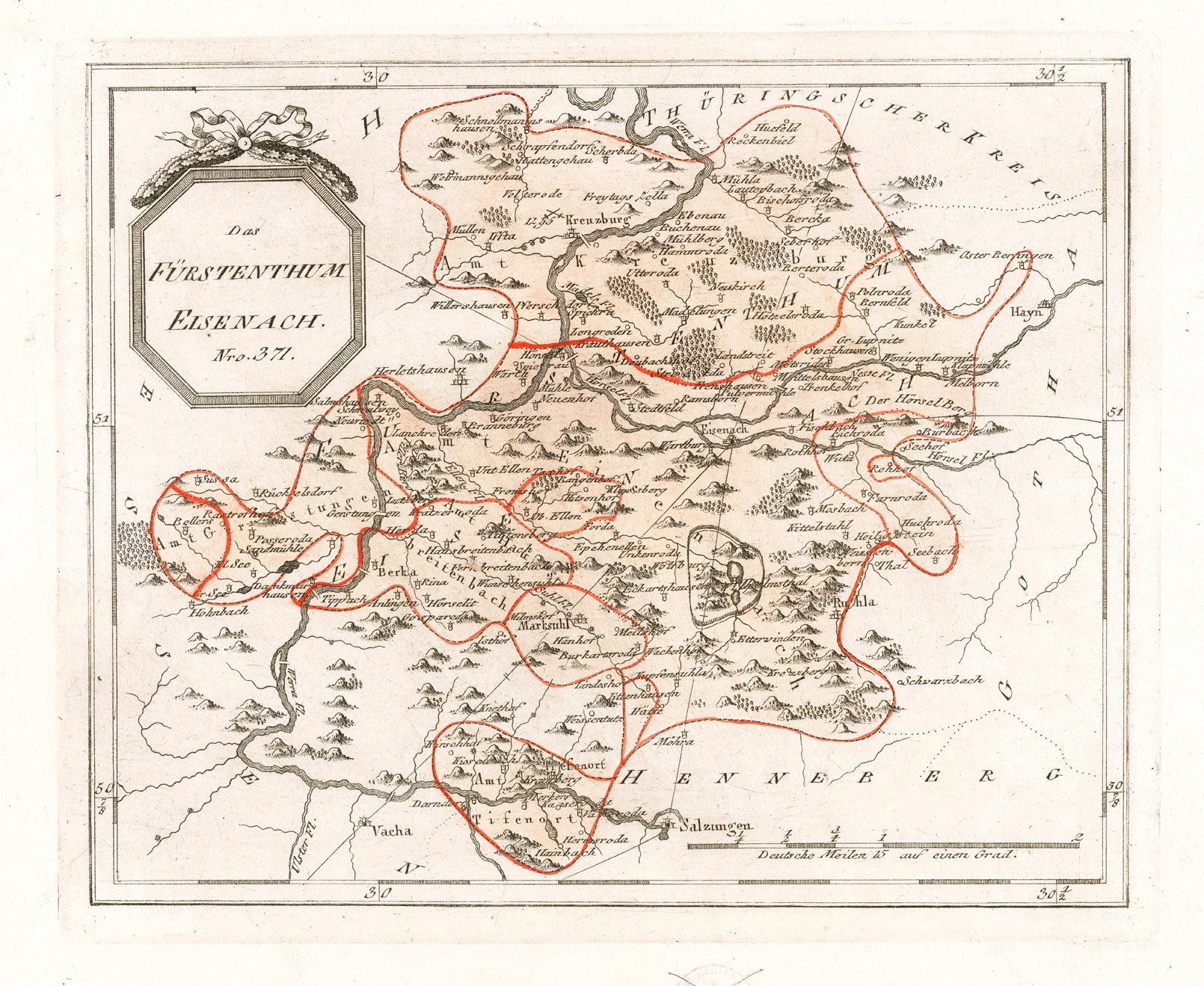
Das Amt Gerstungen im Fürstentum Eisenach im 18. Jahrhundert

Das Gebiet des Amts Gerstungen lag im Berka-Gerstunger Becken am linken Ufer der mittleren Werra am westlichen Rand des Thüringer Waldes. Ein Gebirgsausläufer, der nach seiner höchsten Erhebung "Böller" heißt, liegt am rechten Werraufer und trennte das Amt vom brandenburgischen Gericht des Amts Wartburg (Eisenach). Westlich des Amts liegt das Richelsdorfer Gebirge, im Südwesten der Seulingswald.
Nachdem vier Orte im mittleren Amtsgebiet im Jahr 1733 an Hessen gelangt waren, ragte dieser hessische Zipfel mit der Exklave Obersuhl des Amts Rotenburg nach Thüringen und teilte das Amt Gerstungen in zwei Hälften. Der südliche Amtsteil mit Großensee und Dankmarshausen war seitdem  halbinselförmig von hessischem Gebiet umschlossen.
Während seiner Zugehörigkeit zum Großherzogtum Sachsen-Weimar-Eisenach lag das Amt im „Eisenacher Kreis“.
Das Amtsgebiet liegt heute im Westen des Freistaats Thüringen und gehört zu den Orten Gerstungen, Großensee und Dankmarshausen im Wartburgkreis. Die vier hessischen Orte gehören heute zu Heringen/Werra (Kleinensee), zu Wildeck (Bosserode und Raßdorf), sowie zu Nentershausen (Süß).

## Angrenzende Verwaltungseinheiten
| Exklave Obersuhl (zum Amt Rotenburg) (Landgrafschaft Hessen-Kassel) | Amt Sontra (Landgrafschaft Hessen-Kassel)     |                                                                                               |
| Amt Sontra (Landgrafschaft Hessen-Kassel)                           | Kompassrose, die auf Nachbargemeinden zeigt   | Amt Eisenach (Herzogtum Sachsen-Eisenach)                                                     |
| Amt Rotenburg (Landgrafschaft Hessen-Kassel)                        | Amt Friedewald (Landgrafschaft Hessen-Kassel) | Amt Hausbreitenbach (hess.-sächs. Kondominium, ab 1733 zum Herzogtum Sachsen-Weimar-Eisenach) |

## Geschichte

### Kloster Fulda
Als erste urkundliche Erwähnung Gerstungens gilt eine im Codex Eberhardi (entstand im 12. Jahrhundert) erwähnte Schenkung des Ortes an das 744 gegründete Kloster Fulda durch den fränkischen König Karlmann. Um 1015 bestand ein fuldischer Oberhof in Gerstungen.
Für die Region stets bedeutsam war die Lage an einer alten Heer- und Handelsstraße – der sogenannten „Kurzen Hessen“. Von Friedewald kommend, führte eine Wegvariante über Großensee nach Gerstungen. Mit der Burg Gerstungen sicherte man zu dieser Zeit den Werraübergang, über die diese Handelsstraße weiter in Richtung Eisenach verlief. Durch Untersuhl führte eine der zahlreichen Nürnberger Straßen. Geleitschutz wurde ebenfalls von der Gerstunger Burg aus, später Schloss genannt, gewährt, wozu die Untersuhler Kirche in Form eines Wehrturmes mit Fialtürmen als Auslug nach allen Seiten gedient haben dürfte. Zum Gerstunger Schlossturm bestand Sichtkontakt.
Nach kriegerischen Auseinandersetzungen zwischen dem Kloster Fulda und den Thüringer Landgrafen konnten die Burg Gerstungen und die benachbarte Burg Wildeck im Jahre 1310 vom Kloster wieder zurückgewonnen werden. Mitte des 14. Jahrhunderts wurden vom Bistum Fulda die Ämter Gerstungen und Wildeck geschaffen.
Aufgrund der Finanzlage des Stiftes Fulda kam es zu vielfachen Verpfändungen des Amtes. 1328 ging das Amt mit allen Rechten an Hartung von Erfa, 1335 an Simon von Landeck und 1349 und 1351 an Apel von Buchenau.
1396 verpfändete das Kloster Fulda die Burg Gerstungen an Ritter Heimbrecht von Boyneburg. Hierbei wurde auch der weitreichende Pfandbesitz von Bosserode, Großensee, Leimbach und Dankmarshausen festgeschrieben. Dieser Zustand dauerte mit wechselnden Pfandinhabern bis zum Aussterben der Boyneburgs Ende des 18. Jahrhunderts an. Umstritten für diese Zeit bleibt die Zugehörigkeit des Dorfes Süß, denn mit der Gerstunger Gerichtsgrenze von 1450 wird die Ortschaft Süß eingeschlossen.

### Landgrafen von Thüringen und Sachsen-Eisenach
Das Kloster Fulda konnte das Gebiet um Gerstungen und Wildeck nur noch kurze Zeit gegen die mächtigen Wettiner halten. 1402 ging das Amt Gerstungen zunächst pfandweise, doch letztlich für immer, an die wettinischen Landgrafen von Thüringen, während das Amt Wildeck mit Obersuhl und Hönebach im Jahr 1412 in das Eigentum der Landgrafschaft Hessen gelangte und wie ein schmaler Sporn in das Gerstunger Amtsterritorium hineinragte. Historisch gesehen, und das auf lange Zeit, war es der „hessische Zipfel“  in Thüringen. Das später zum Amt Rotenburg gehörige Obersuhl war meist vom sächsischen Amt Gerstungen umschlossen. Richelsdorf  und Blankenbach gehörten zum Amt Sontra.
Das Amt Gerstungen war in der Folgezeit verwaltungsmäßig mit dem benachbarten Amt Hausbreitenbach verbunden. Dieses befand sich seit 1354 unter gemeinsamer Verwaltung der Landgrafen von Thüringen und der Abtei Hersfeld. Der hersfeldische Amtsanteil ging 1525 an die Landgrafschaft Hessen über. Das Amt Hausbreitenbach wurde durch zwei Amtmänner verwaltet, von denen der hersfeldische bzw. hessische in Berka/Werra, der thüringische, später sächsische Amtmann zunächst in Hausbreitenbach saß. Schon im 16. Jahrhundert wurde der sächsische Anteil vom nachbarlichen Amt Gerstungen mit dem Amtssitz Gerstungen mit verwaltet. Das zeigen u. a. die Zinsregister der beiden Ämter.

### Grenzstreitigkeiten zwischen Sachsen-Eisenach und Hessen
Der gemeinsame Besitz des Amtes Hausbreitenbach sorgte immer wieder für Misshelligkeiten, welche besonders nach dem 1730 erfolgten Tode des Landgrafen Karl zu Hessen-Kassel scharf zu Tage traten. Die hessische Verwaltung verlangte ein Trauergeläut in den Amtsorten. Als dies vom Eisenacher Herzog verweigert wurde, ließen sie Berka militärisch besetzen.
Die Sache kam an den Reichshofrat. Es erfolgte 1733 die erste Einigung, infolge deren der Landgraf Friedrich von Hessen seine Ansprüche auf das Amt Hausbreitenbach fallen ließ und dafür aus demselben die Ortschaften Dippach und Gospenroda, aus dem Amt Gerstungen: Süß, Kleinensee, Bosserode und Raßdorf bekam. Damit war der Abschluss aber noch nicht erreicht, sondern Hessen rührte die Sache wieder auf, und es wurden andere Arrangements getroffen. Dieser „Hausbreitenbacher Amtsaustauschungsvergleich“ hat erst am 19. März 1742 sein Ende erreicht.
Die Orte Süß, Bosserode und Raßdorf wurden dem baumbachschen Gericht Nentershausen im hessischen Amt Sontra zugeordnet, welches seitdem das Amt Gerstungen in zwei Teile trennte. Kleinensee und Dippach kamen an das hessische Amt Friedewald und Gospenroda an das hessische Amt Frauensee. Die kirchliche Zugehörigkeit zu Gerstungen blieb im Falle von Bosserode und Kleinensee aber bestehen (bis 1970).
Ein anderer, immer wiederkehrender Streitpunkt bestand zwischen den Dörfern Obersuhl und Untersuhl zum Flurort der „Boßkaule“ oder auch „Poßkule“, der südöstlich der Aumühle gelegen war. Seitens des Ortes Obersuhl wurde dieser Streit sehr offensiv geführt, auch verständlich, wenn man bedenkt, dass die Ortschaft nur ein sehr begrenztes und dazu eingeschlossenes Territorium zur Bewirtschaftung und Versorgung der eigenen Bevölkerung besaß. Dieser Streit lässt sich urkundlich bis ins späte 15. Jahrhundert verfolgen und er dauert letztlich bis zum Abschluss des Vertrags von 1733.

### Zugehörigkeit zu Sachsen-Weimar-Eisenach
Als 1741 Gerstungen an Herzog Ernst August I. von Sachsen-Weimar-Eisenach kam, standen nur noch Vorwerksgebäude der Burg. Die Wasserburg war verfallen. Der neue Landesherr erwarb noch den Knobelsdorfchen Garten und vereinigte ihn mit dem Vorwerk zum Kammergut. Die Grundmauern der mittelalterlichen Wasserburg dienten dem Aufbau des Schlosses im 17. und 18. Jahrhundert, das später Sitz des Amtes Gerstungen war.
Laut einer Amtsbeschreibung von 1756 wurde das Amt Hausbreitenbach durch den Amtmann von Gerstungen mitverwaltet. Durch die Auswirkungen des Wiener Kongresses wurde das Herzogtum 1815 zum Großherzogtum Sachsen-Weimar-Eisenach erhoben. Damit verbunden waren etliche Gebietszugewinne. Vom kurhessischen Amt Friedewald erhielt das Amt Hausbreitenbach 1816 die vier Orte Dippach, Vitzeroda, Abteroda, und Gasteroda, wodurch die territoriale Isolation des südlichen Amtsteils etwas verbessert wurde.
1849/50 erfolgte im Großherzogtum Sachsen-Weimar-Eisenach die Trennung der Justiz von der Verwaltung. Das Justizamt Gerstungen mit Hausbreitenbach kam mit anderen Ämtern des Eisenacher Kreises zum Verwaltungsbezirk Eisenach, der auch als III. Verwaltungsbezirk bezeichnet wurde. Gerstungen wurde Sitz eines Amtsgerichtsbezirks, zu dem auch das ehemalige Amt Frauensee und das brandenburgische Gericht des Amts Eisenach kamen.

## Zugehörige Orte
- Gerstungen
- Untersuhl
- Neustädt
- Dankmarshausen
- Großensee mit Steinhäuser Mühle

- Bosserode (1733 zum hessischen Amt Sontra)
- Kleinensee (1733 zum hessischen Amt Friedewald)
- Raßdorf (1733 zum hessischen Amt Sontra)
- Süß (1733 zum hessischen Amt Sontra)